# Никифор Никифоров
 Тази статия е за генерал-лейтенанта и политик.  За генерал-майора вижте Никифор Никифоров (генерал-майор).  
Никифор Петров Никифоров е български офицер (генерал-лейтенант), командир на 6-и пехотен полк през Сръбско-българската война, военен министър в периода (1911 – 1913), включително по време на Балканската война (1912 – 1913).

## Биография
Никифор Никифоров е роден на 12/24 април 1858 г. в семейството на богат търговец в Ловеч. Учи в родния си град, а после в Германия и Австрия. Завръща се в Ловеч и помага на баща си в търговията.
Никифоров завършва първия випуск на Военното училище в София (1879). През ноември е произведен в чин подпоручик и зачислен първоначално в 13-а пехотна плевенска дружина, а след това в 1-ви пехотен полк (1881 – 1884), където е ротен командир. На 30 август 1882 г. е произведен в чин поручик, през 1883 г. е изпратен на практическа служба в Одеса в руската армия. През 1884 г. завършва Офицерска стрелкова школа в Ораниенбаум, Русия. На 30 август 1885 г. е произведен в чин капитан. На 16 септември 1885 г. е назначен за командир на дружина в 1-ви пехотен полк.
През Сръбско-българската война (1885) година е командир на 6-и пехотен търновски полк, с който участва в боевете при Драгоман, Цариброд (11 – 12 ноември) и при овладяването на Пирот (14 – 15 ноември). Награден е с орден „За храброст“ IV степен.
През 1886 г. командва 10-и пехотен полк, който участва в потушаването на проруския преврат срещу княз Александър I Батенберг. На 1 април 1887 г. е произведен в чин майор и назначен за командир на 9-и пехотен полк и 4-та пехотна бригада (1887 – 1890).
От 1890 до 1894 г. Никифор Никифоров е инспектор на пехотата, началник на 4-та пеша бригада, като на 2 август 1891 г. е произведен в чин подполковник,. На 3 август 1895 г. е произведен в чин полковник и назначен за началник на Административния отдел и на Канцеларията на Военното министерство (1895 – 1904), като през 1900 г. е произведен в чин генерал-майор. От 1904 до 1910 г. е дипломатически агент (след 1909 г. – пълномощен министър) на България в Германия и Сакс-Кобург-Гота със седалище в Берлин.
След завръщането си в България Никифор Никифоров става военен министър в кабинета на Иван Евстратиев Гешов (1911 – 1913), а в навечерието на Балканската война е произведен в генерал-лейтенант. След Междусъюзническата война на 4 август 1913 г. преминава в запаса. Той е и деятелен член на Ловчанското културно благотворително дружество в София.
На 2 август 1912 година, по случай 25-годишнината от идването си в България, цар Фердинанд произвежда 6 души генерал-майори в чин генерал-лейтенант. Никифоров е сред тях. Това е първият случай в историята на Третото българско царство, когато званието генерал-лейтенант е дадено на действащи офицери. Дотогава е давано само на офицери от запаса. За политическата си дейност по време на войните за национално обединение, ген. Никифоров е обвинен от Народното събрание при управлението на Александър Стамболийски.
На 5 август 1920 г. преминава в опълчението.
Генерал-лейтенант Никифор Никифоров умира на 12 август 1935 година в София.

## Семейство
Никифор Никифоров е брат на политика Христо Никифоров и чичо на неговия син Стоян Никифоров.

## Военни звания
- Прапоршчик (10 май 1879)
- Подпоручик (1 ноември 1879, преименуван)
- Поручик (30 август 1882)
- Капитан (30 август 1885)
- Майор (1 април 1887)
- Подполковник (2 август 1891)
- Полковник (2 август 1895)
- Генерал-майор (15 ноември 1900)
- Генерал-лейтенант (2 август 1912)

## Награди
- Военен орден „За храброст“ IV степен, 2 клас
- Княжеский орден „Св. Александър“ II, III и IV степен
- Народен орден „За военна заслуга“ I степен с военно отличие
- Орден „За заслуга“
- Германски орден „На короната“ I степен
- Румънски орден „Корона“ I степен
- Сръбски орден „Таково“ I степен
- Австро-унгарски орден „Франц-Йосиф“ I степен
- Пруски орден „Червен орел“ II степен
- Персийски орден „Лъв и слънце“ I степен